# Modelo atómico de Dalton

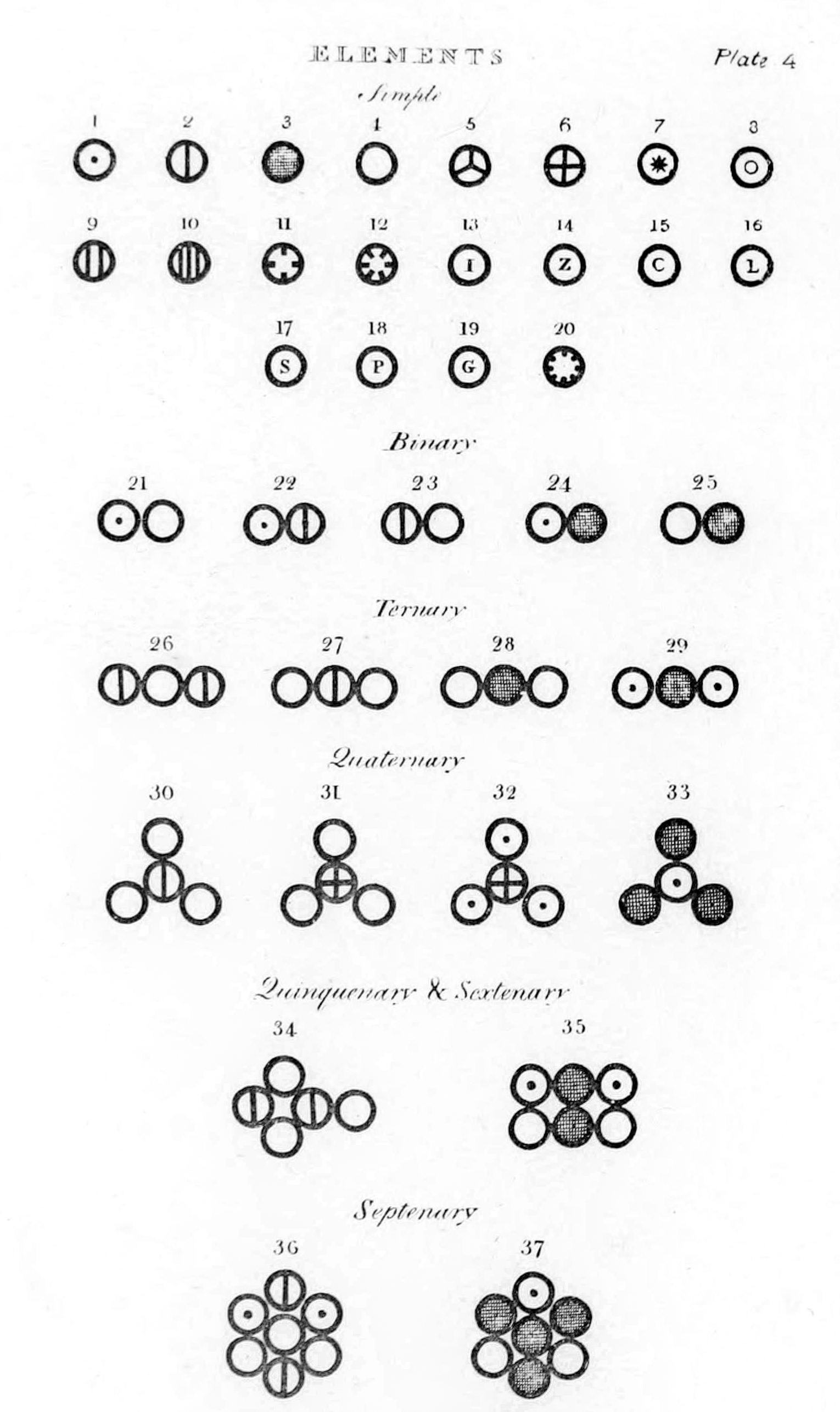
Varios átomos y moléculas, basadas en su modelo atómico, que aparecen en el libro de Dalton titulado A New System of Chemical Philosophy (1808).

El modelo atómico de Dalton fue el primer modelo atómico con base científica, propuesto en varios pasos entre 1803 y 1808 por John Dalton, aunque el autor lo denominó más propiamente «la teoría atómica». El modelo permitió aclarar por primera vez por qué los compuestos químicos  reaccionaban en proporciones estequiométricas fijas (Ley de las proporciones constantes), y por qué cuando dos sustancias reaccionan para formar dos o más compuestos diferentes, entonces las proporciones de estas relaciones son números enteros (Ley de las proporciones múltiples). Además, el modelo aclaraba que aún existiendo una gran variedad de sustancias diferentes, estas podían ser explicadas en términos de una cantidad más bien pequeña de constituyentes elementales o de elementos.

## Postulados principales de Dalton
Dalton formuló su teoría atómica mediante una serie de postulados simples:
1. La materia está formada por partículas muy pequeñas llamadas átomos, que son indivisibles y no se pueden destruir.
2. Los átomos de un mismo elemento son iguales entre sí, tienen la misma masa (históricamente, Dalton le llamaba peso) e iguales propiedades (actualmente sabemos que no es completamente cierto, ya que dentro de un mismo elemento puede haber diferentes isótopos, cuyo distintivo sea la cantidad de neutrones en el núcleo, lo que hará cambiar la masa atómica de cada uno, y sus propiedades físicas, como la densidad). Los átomos de diferentes elementos tienen masa diferente (comparando la masa de los elementos con los del hidrógeno, tomado como la unidad, propuso el concepto de peso atómico, aunque por el desconocimiento de los isótopos, realmente se refería a lo que actualmente conocemos como masa atómica relativa, donde se promedia ponderadamente la masa de los diferentes isótopos de un mismo elemento).
3. Los átomos permanecen sin división, aun cuando se combinen en las reacciones químicas.
4. Los compuestos químicos se forman en una reacción química al unirse átomos de dos o más elementos distintos (por ejemplo, los átomos de hidrógeno y oxígeno pueden combinarse y formar moléculas de agua H2O).
5. Los átomos, al combinarse para formar compuestos guardan relaciones numéricas simples (por ejemplo, al formarse agua, la relación es de 2 a 1, dos átomos de hidrógeno con un átomo de oxígeno).
6. Los átomos de elementos diferentes se pueden combinar en proporciones distintas y formar más de un compuesto (por ejemplo, el compuesto de dos átomo de hidrógeno y uno de oxígeno es agua H2O; mientras que el compuesto de dos átomos de hidrógeno y dos de oxígeno, da como resultado uno diferente, el cual es peróxido de hidrógeno H2O2, también conocido como agua oxigenada).

## Insuficiencias del modelo
La hipótesis de John Dalton, que afirmaba que los elementos en estado gaseoso eran monoatómicos y que los átomos de los elementos se combinaban en la menor proporción posible para formar átomos de los compuestos, lo que hoy llamamos moléculas, generó algunas dificultades. Por ejemplo, Dalton pensó que la fórmula del agua era HO. En consecuencia de esto se realizaron cálculos erróneos sobre la masa y peso de algunos compuestos básicos.
En 1805, Gay-Lussac y Alexander von Humboldt mostraron que el agua estaba formada por dos átomos de hidrógeno y uno de oxígeno. En 1811, Amedeo Avogadro concretó la exacta composición del agua, basándose en lo que hoy se conoce como ley de Avogadro y la evidencia de la existencia de moléculas diatómicas homonucleares. No obstante, estos resultados fueron ignorados en su mayor parte hasta 1860. Esto fue, en parte, por la creencia de que los átomos de un elemento no tenían ninguna afinidad química hacia átomos del mismo elemento. Además, algunos conceptos de la disociación de moléculas no estaban explicados en la ley de Avogadro.
En 1860, en el Congreso de Karlsruhe sobre masas  estables y pesos atómicos, Cannizzaro revivió las ideas de Avogadro y las usó para realizar una tabla periódica de pesos atómicos, que tenían bastante similitud con los actuales valores. Estos pesos fueron un importante prerrequisito para el descubrimiento de la Tabla periódica de Dmitri Mendeléyev y Lothar Meyer.
Otra limitación del modelo original de Dalton, es que ignora la existencia de diferentes isótopos de un determinado elemento, por lo que en realidad pueden existir versiones ligeramente diferentes de los átomos de cada elemento, que difieren entre sí en el número de neutrones, aunque siempre tienen la misma cantidad de electrones y protones, y propiedades químicas muy muy cercanas, casi indistinguibles.
Además que según Dalton, los átomos se diferenciaban según su tamaño, siendo el átomo más pequeño el hidrógeno.
Finalmente, hasta la segunda mitad del siglo XIX no aparecieron evidencias de que los átomos fueran divisibles o estuvieran a su vez constituidos por partes más elementales. Por esa razón el modelo de Dalton no fue cuestionado durante décadas, ya que explicaba adecuadamente los hechos, si bien el modelo usualmente nacido para explicar los compuestos químicos y las regularidades estequiométricas no podía explicar las regularidades periódicas en las propiedades de los elementos químicos tal como aparecieron en la tabla periódica de los elementos de Mendeleiev (esto solo sería explicado por los modelos que suponían que el átomo estaba formado por electrones dispuestos en capas). El modelo de Dalton tampoco podía dar cuenta de las investigaciones realizadas sobre rayos catódicos, que sugirieron que los átomos no eran indivisibles sino que contenían partículas más pequeñas cargadas eléctricamente.